# Anders Haugen
Anders Haugen, född 24 oktober 1888 i Bø i Telemark fylke i södra Norge, död 14 april 1984 i San Bernardino, Kalifornien, var en amerikansk backhoppare, längdskidåkare och utövare i nordisk kombination. Han var den allra första amerikan att vinna en olympisk medalj i backhoppning.

## Karriär

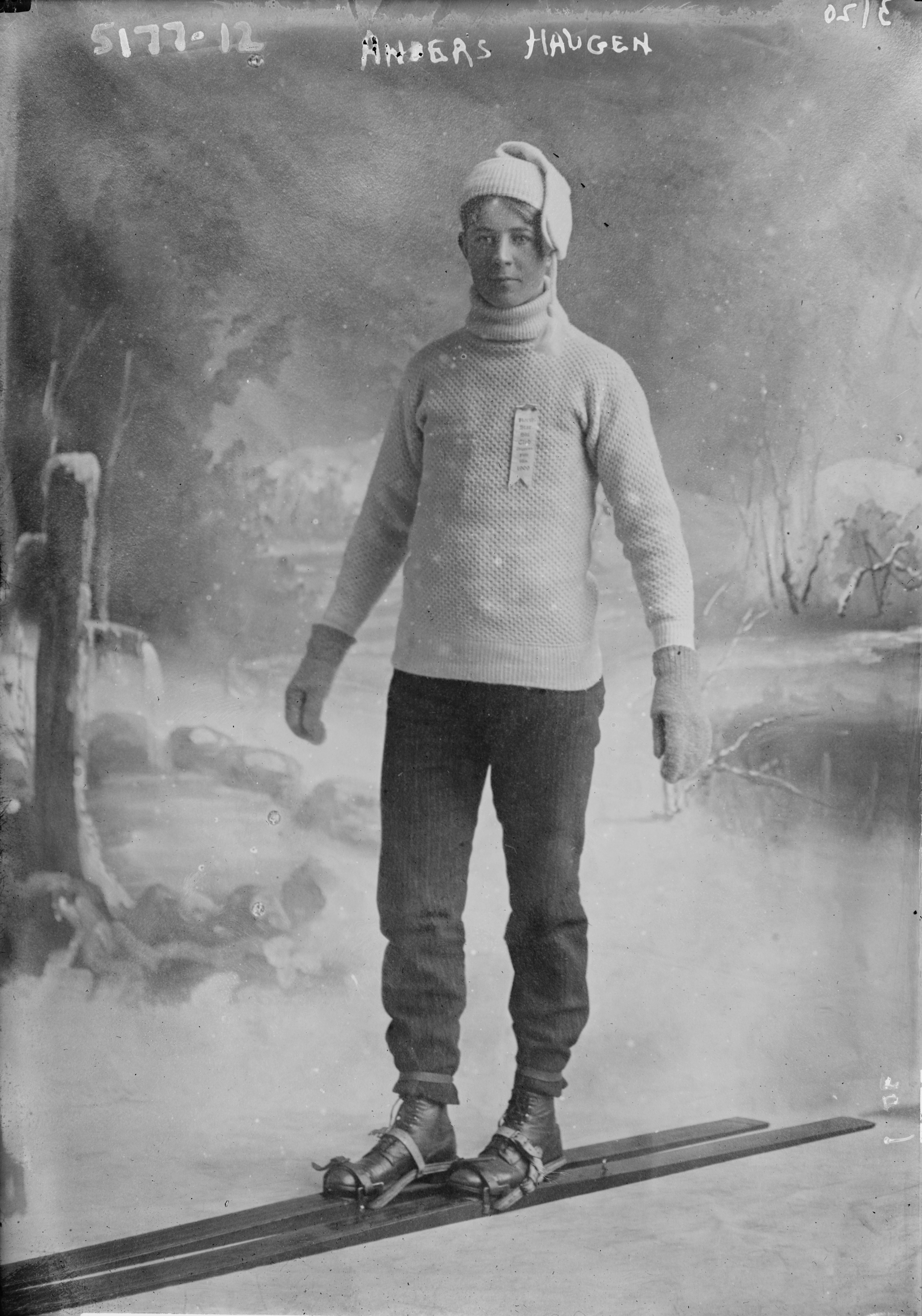
Haugen cirka 1909.

Anders Haugen föddes i Bø i Telemark fylke i södra Norge. Anders och brodern Lars Haugen utvandrade till Dillon, Colorado i USA 1908. Lars och Anders Haugen blev amerikanska mästare 11 gånger från 1910 till 1920. Anders satte världsrekord två gånger, i 1911 (46,5 meter) och 1920 (65 meter). Han blev kapten för det amerikanska backhoppningslaget under de första Olympiska vinterspelen 1924.
Under olympiska vinterspelen 1924 i Chamonix fick han en fjärdeplats. Många år senare upptäcktes det, av sporthistorikern Jacob Vaage, att det gjorts ett räknefel, och att Haugen hade vunnit bronsmedaljen som blev tilldelad Thorleif Haug. Anders Haugen fick sin bronsmedalj under en ceremoni i Holmenkollhuset i Oslo 17 september 1974 av Thorleif Haugs yngsta dotter, över femtio år efter vinterspelen i Chamonix. Haugen var då 86 år gammal.
Haugen tävlade också i längdskidåkning och nordisk kombination under OS 1924. Han blev nummer 33 i längdskidåkningen (18 km), dryga 30 minuter efter guldvinnaren Thorleif Haug. I nordisk kombination blev han nummer 21. Thorleif Haug vann även kombinationstävlingen.
Anders Haugen deltog även i OS 1928 i St. Moritz, där han blev nummer 18 i backhoppningen, nummer 25 i nordisk kombination och nummer 43 i 18 km längdskidåkning, 53 minuter efter segraren Johan Grøttumsbråten från Norge.

## Senare karriär
Anders och brodern Lars bosatte sig i Kalifornien 1929. De organiserade och utvecklade California’s Lake Tahoe Ski Club och verkade som tränare. Anders Haugen verkade som junior-tränare länge efter att han fyllt 70 år.

## Utmärkelser
- Anders Haugen blev invald i Colorado Ski and Snowboard Hall of Fame 1978